# Bădila (okręg Ardżesz)
Bădilaⓘ – wieś w Rumunii, w okręgu Ardżesz, w gminie Valea Iașului. W 2011 roku pozostawała niezamieszana.